# Skip
skip有限公司是和任天堂关系紧密的电子游戏开发商，位于日本东京都涩谷区。他们的游戏几乎全部由任天堂发行。
公司主要的游戏有Game Boy Advance的bit Generations系列、任天堂DS的Art Style系列，以及小小机器人系列等。
自2015年發行《套索行動！團團圓圓！小小機械人》後，skip已經沒有再製作新的遊戲。在2020年8月，越來越多跡象表示公司可能已經解散，但是當時尚未得到正式確認，直至2024年3月，才由前員工森山尋透露的確為事實。